# 糊汤粉
糊汤粉，是一种将鱼汤熬成微稠糊状，加入米粉的武汉特色小吃。

## 历史
糊汤粉是武汉三镇历史悠久的特色小吃，最早可以追溯到1932年的钟记鲜鱼糊汤粉。糊汤粉配油条极具武汉码头文化特色，熬汤的原料也由最初的鱼虾被逐渐改进成了两三寸长的野生小鲫鱼。糊汤粉鱼香汁浓、滋味鲜美，因而名扬武汉三镇。比较有名的店家有钟记鲜鱼糊汤粉，徐嫂糊汤粉，老汉口花楼街鲜鱼糊汤粉。
2019年12月，获评湖北省商务厅“十大楚菜名点”之一。

## 材料

### 汤底
活鱼，大米，调料

### 粉条
大米，水

## 製法

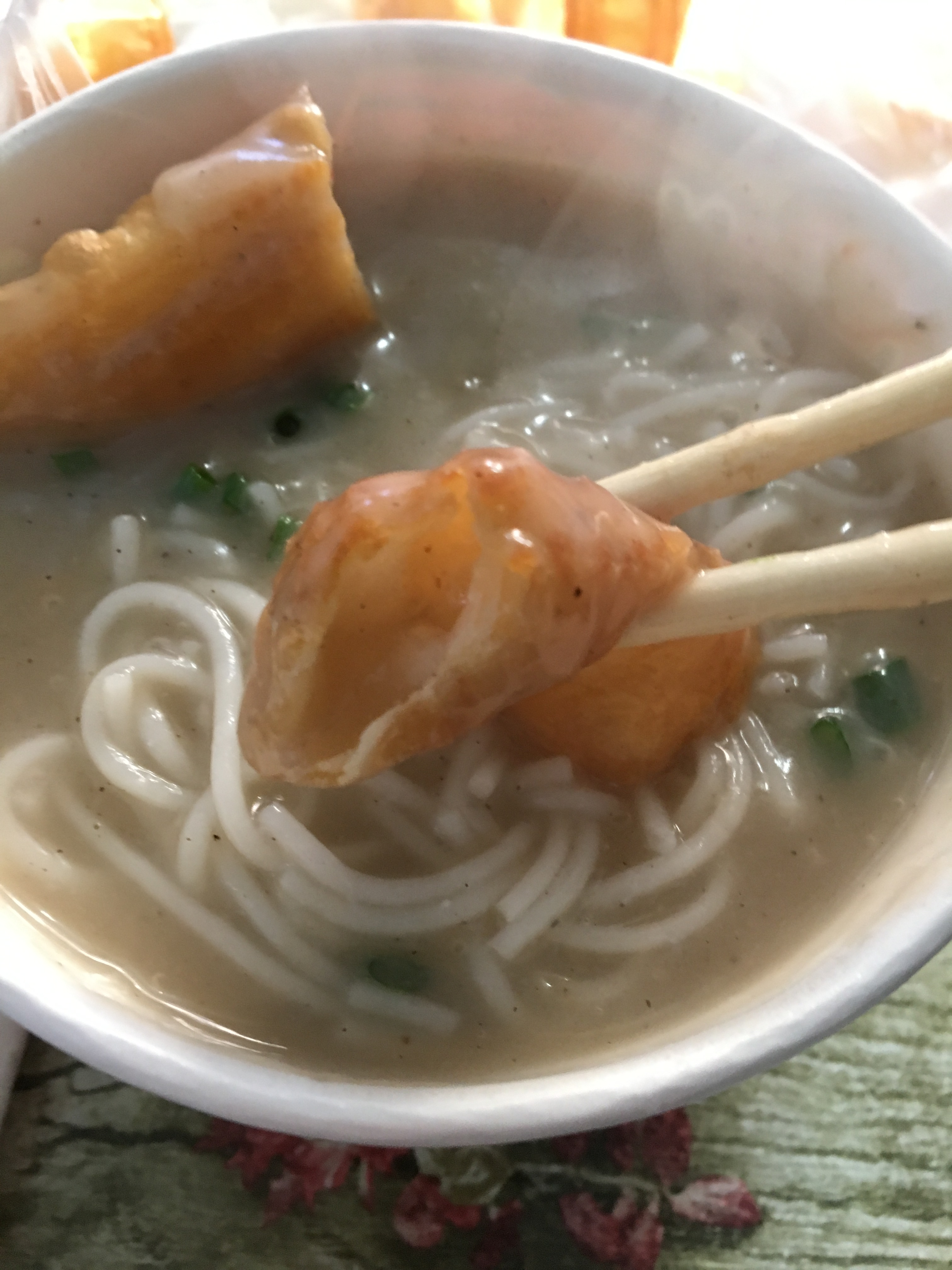
糊汤粉搭配油条

### 传统做法
活鱼或鱼骨去除鱼渣后，加入东北大米和各种调味料，用文火炖至糊状直至微稠。米粉用开水烫熟之后，加入糊汤中，再撒上撒上小葱、胡椒、虾米、胡萝卜丁等作料。食用时一般配油条，有时也搭配周边的油饼，烧梅等小吃。